# يوكان
يوكان (باليابانيَّة: 羊羹) حلوى يابانيَّة مشهورة، من نوع الهلام الّذي يُصنَع من هَريسِ الفاصولياء، ويُضاف إليه الأغار (وهي مادَّة هُلاميَّة تستخرج من بعض الأعشاب البحريَّة) من أجل تغليظ قوام الحلوى، والسُّكَّر (للتّحلية). يُصْنَعُ اليوكان على هيئة مُكعّبات، ثُمَّ يُقطَّع إلى شرائح صغيرة قبل أكلِه. يصنع اليابانيون هذه الحلوى عادةً من الفاصولياء الحمراء، ولكنّها قد تُصنع أحيانًا من الفاصولياء الشّائعة، أو فول الأزوكي. عِندما تُصنع هذه الحلوى من الفاصولياء الشّائعة يُضافُ إليها مسحوق الشّاي الأخضر (ماتشا) الّذي يمنحُها مذاقًا ولونًا مُميَّزَيْن. يُضاف إلى هذه الحلوى أحيانًا قطعًا من الكستناء، أو الكاكي، وبذور الأزوكي المحلّاة، والتّين، أو البطاطا الحُلوة، وقد يُضاف إلى اليوكان العسل الطّبيعيّ لتحليته بدلاً من السُّكَّر أو يُستعاضُ عنه بدبس السُكَّر.

## أنواعها
هُناك نوعان أساسيّان من اليوكان:
1. نيري يوكان:
2. ميزو يوكان: تعني كلمة «ميزو» ماء، وتُشير إلى أنَّ كميَّة الماء المستعملة في إعداد هذا الصِّنف أكبر من الكميَّة المستعملة في إعداد الصِّنف الآخر. كثيرًا ما يُثلَّج الميزو يوكان، ويؤكلُ في الصّيف.

## أصل حلوى يوكان

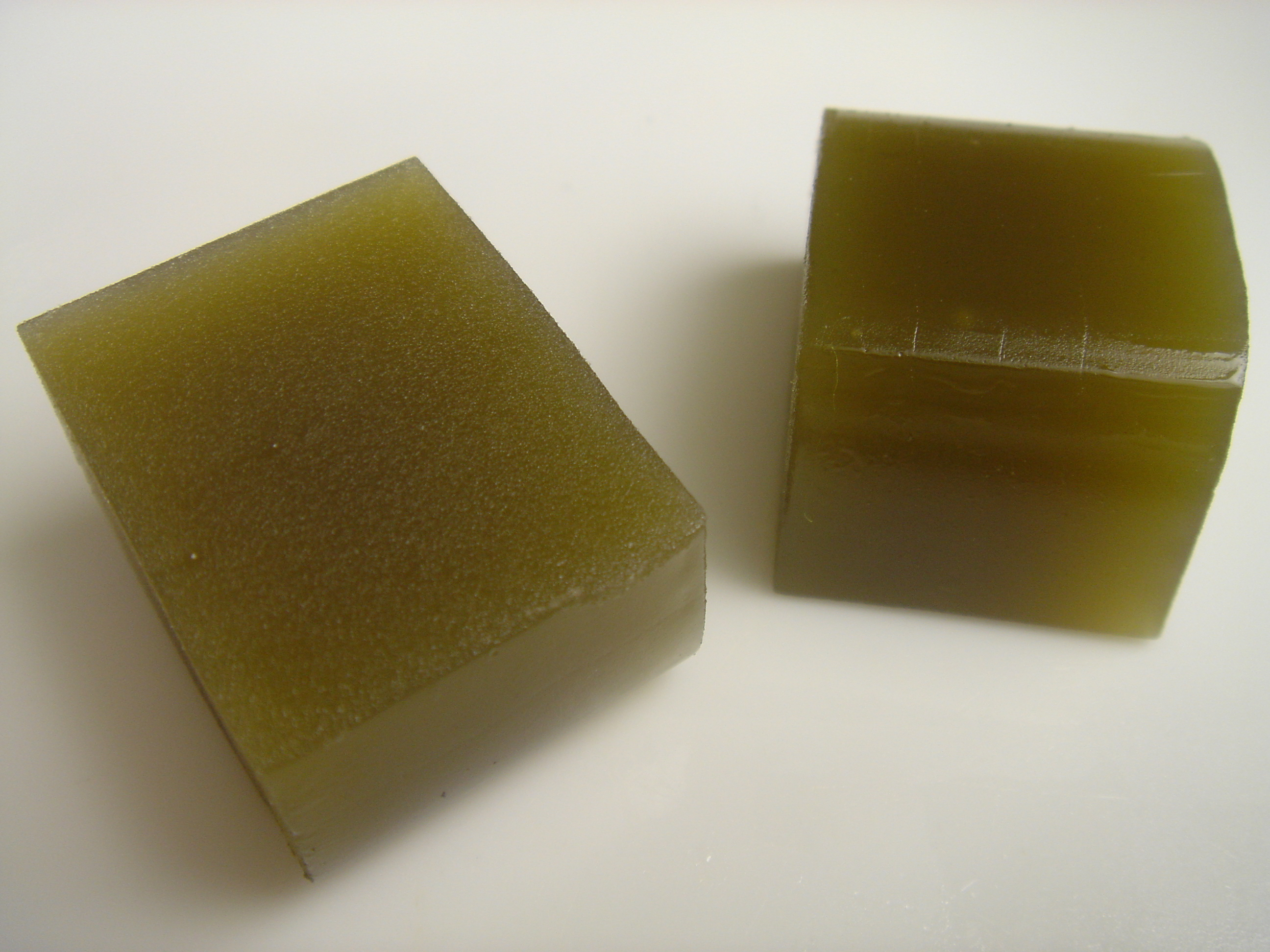
الشاي الأخضر

تعود أصول حلوى اليوكان إلى الصِّين، وهو في الأصل مُربّى أو تصبيرة مصنوعة من الهلام المستخرج من لحم الضّأن المغليّ، والترجمة الحرفيَّة لاسم هذا الطّعام هي: «حساء الضّأن كثيف القوام» (يتألَّف الاسم من:羊 وتعني ضأن + 羹 كثيف القوام). وقد دخل هذا الطّعام إلى اليابان عن طريق رُهبان المهايانا البوذيين في حقبة كاماكورا، وحقبة موروماتشي. وعندما حرَّمت البوذيَّةُ ذبح الحيوانات، وأكل لحومها حوالي عام 1191 م استعاض اليابانيون عن هلام الدهون الحيوانية بدقيق القمح، والأرُزّ، وفاصولياء الأزوكي. أمّا الأغار فقد استخدم في صناعة هذه الحلوى قرابة عام 1800 م بعد اكتشافه في حقبة إيدو، وعندها أصبح هذا الخليط هو المكوِّنات الأساسيَّة لحلوى اليوكان كما نعرفُها اليوم، وغَدَت هذه الحلوى من أشهر الحلويات اليابانيَّة، وأكثرها شعبيَّةً بعد اكتشاف السّكَّر في حقبة إيدو، وهو ما أتاح حفظ الحلوى لفتراتٍ طويلة دون تبريد، ومن دون أن تتلف.